# Lammassaari (ö i Birkaland, Tammerfors, lat 61,63, long 23,63)
Lammassaari är en ö i Finland. Den ligger i sjön Näsijärvi och i kommunen Ylöjärvi i den ekonomiska regionen Tammerfors och landskapet Birkaland, i den södra delen av landet, 180 km norr om huvudstaden Helsingfors. Öns area är 7,6 hektar och dess största längd är 420 meter i öst-västlig riktning.